# Ксенопулос, Георгий
Георгий Ксенопулос (23.08.1898 г., Греция — 29.01.1980 г., Греция) — католический прелат, епископ Сироса и Милоса и епископ Санторини с 22 февраля 1947 года по 27 июня 1974 год, апостольский администратор апостольского викарита Фессалоник c 1950 года по 1953 год, член монашеского ордена иезуитов.

## Биография
Георгий Ксенопулос родился 23 августа 1898 года в Греции. Вступил в монашеский орден иезуитов. После получения богословского образования был рукоположён 31 июля 1926 года в священника.
22 февраля 1947 года Римский папа Пий XII назначил Георгия Ксенопулоса епископом епархий Санторини, Сироса и Милоса. 20 июля 1947 года состоялось рукоположение Георгия Ксенопулоса в епископа, которое совершил афинский архиепископ Иоаннис Филиппуссис в сослужении с архиепископом Корфу, Занте и Кефалинии Антонио Грегорио Вуччино и экзархом Греции Георгием Калавасси.
В 1952 году Георгий Ксенопулос был назначен апостольским администратором Крита.
С 1961 по 1964 год Иакинтос Гад участвовал в работе I, II, III и IV сессиях II Ватиканского собора.
27 июня 1974 года Георгий Ксенопулос вышел на пенсию. 28 января 1980 года скончался.